# Châtillon-lès-Sons
Châtillon-lès-Sons es una comuna francesa, situada en el departamento de Aisne, de la región de Alta Francia.

## Demografía
| 160 | 175 | 102 | 101 | 82 | 88 | 81 | 86 |
| Para los censos de 1962 a 1999 la población legal corresponde a la población sin duplicidades (Fuente: INSEE [Consultar]) |     |     |     |    |    |    |    |